# Ficus trigonata
Ficus trigonata е вид растение от семейство Черничеви (Moraceae). Видът е незастрашен от изчезване.

## Разпространение
Разпространен е в Бразилия.